# Wełykopołowećke
Wełykopołowećke (ukr. Великополовецьке) – wieś na Ukrainie, w obwodzie kijowskim, w rejonie białocerkiewskim, w hromadzie Fursy. W 2001 liczyła 2353 mieszkańców, spośród których 2277 wskazało jako ojczysty język ukraiński, 70 rosyjski, 4 białoruski, a 2 inny.